# Элиот, Эдвард, 3-й граф Сент-Джерманс
Эдвард Гренвиль Элиот, 3-й граф Сент-Джерманс (англ. Edward Granville Eliot, 3rd Earl of St Germans; 29 августа 1798 — 7 октября 1877) — британский политик и дипломат. Носил титул учтивости — лорд Элиот с 1823 по 1845 год.

## Происхождение и образование
Родился 29 августа 1798 года в Плимуте (графство Девон). Единственный сын Уильяма Элиота, 2-го графа Сент-Джерманс (1767—1845), и его первой жены, леди Джорджины Левесон-Гоуэр (1769—1806), дочери Гренвиля Левесона-Гауэра, 1-го маркиза Стаффорда. Он получил образование в Вестминстерской школе с 1809 по 1811 год и поступил в Крайст-Черч в Оксфорде 13 декабря 1815 года.

## Политическая карьера
Лорд Элиот стал секретарем дипломатической миссии в Мадриде 21 ноября 823 года. В следующем году он стал членом парламента от Лискирда. Начав свою карьеру в качестве тори, он оставался верным Роберту Пилю и служил младшим лордом казначейства с 1827 по 1830 год. В 1832—1837 годах он служил во втором правительстве Пиля сначала в качестве главного секретаря Ирландии, а затем в качестве генерального почтмейстера Великобритании. Он выступил посредником в так называемом съезде лорда Элиота в Испании, целью которого было положить конец неизбирательным расстрелам заключенных с обеих сторон Первой карлистской войны.
Когда дебаты по поводу хлебных законов сломали Консервативную партию, он последовал за Пилем и служил лордом-лейтенантом Ирландии в коалиционном правительстве лорда Абердина. В этой роли он организовал визит королевы Виктории и принца-консорта на Большую выставку 1853 года, проходившую в Дублине. По этому случаю королева подарила леди Сент-Джерманс ювелирные украшения. Он дважды был лордом-стюардом в правительстве лорда Палмерстона. В 1860 году он сопровождал принца Уэльского в его турне по Канаде и США.

## Семейная жизнь
2 сентября 1824 года в церкви Святого Джеймса, Вестминстер, лорд Сент-Джерманс женился на леди Джемайме Корнуоллис (24 декабря 1803 — 2 июля 1856), дочери Чарльза Корнуоллиса, 2-го маркиза Корнуоллиса. У них было шесть сыновей и две дочери:
- Леди Луиза Сьюзан Корнуоллис Элиот (17 декабря 1825 — 15 января 1911), в 1850 году вышла замуж за Уолтера Понсонби, 7-го графа Бессборо, и была матерью Эдварда Понсонби, 8-го графа Бессборо.
- Эдвард Джон Корнуоллис Элиот, лорд Элиот (2 апреля 1827 — 26 ноября 1864), носил титул учтивости — лорд Элиот с 1845 по 1864 год. Корнет, младший лейтенант и капитан 1-го лейб-гвардии полка. Умер холостым в Порт-Элиоте.
- Капитан Гренвиль Чарльз Корнуоллис Элиот (9 сентября 1828 — 5 ноября 1854), офицер Колдстримской гвардии, погиб в битве при Инкермане.
- Уильям Гордон Корнуоллис Элиот, 4-й граф Сент-Джерманс (14 декабря 1829 — 19 марта 1881), третий сын и преемник отца.
- Эрнест Корнуоллис Элиот (28 апреля 1831 — 23 января 1832)
- Леди Элизабет Харриет Корнуоллис Элиот (сентябрь 1833 — 16 марта 1835)
- Генри Корнуоллис Элиот, 5-й граф Сент-Джерманс (11 февраля 1835 — 24 сентября 1911)
- Полковник Чарльз Джордж Корнуоллис Элиот (16 октября 1839 — 22 мая 1901), придворный и военный, в 1865 году женился на Констанс Рианнон Гест, дочери сэра Джона Джозайи Геста[англ.] и леди Шарлотты Гест, сменив Родена Ноэля на посту слуги спальни с 1871 по 1899 год, затем его заменил сэр Фрэнсис Ноллис и сменил Альпина Макгрегора на посту джентльмена-ашера, ежедневного слуги королевы Виктории.

Лорд Сент-Джерманс скончался в Сент-Джерманс 7 октября 1877 года в возрасте 79 лет. Он был прадедом Маргарет Элиот (1914—2011), матери Питера и Джейн Эшер.